# Unicodeblock Tamilisch, Ergänzung
Der Unicodeblock Tamilisch, Ergänzung (Tamil Supplement,  11FC0 bis 11FFF) enthält eine Ergänzung der Sprache Tamil, die vor allem in Indien (Tamil Nadu und Puducherry), Sri Lanka und Singapur gesprochen wird.

## Liste
| Unicodenummer   | Zeichen (400 %) | Kategorie            | Bidirektionale Klasse       | Offizielle Bezeichnung                         | Beschreibung                                                                                |
| --------------- | --------------- | -------------------- | --------------------------- | ---------------------------------------------- | ------------------------------------------------------------------------------------------- |
| U+11FC0 (73664) | 𑿀               | anderes Zahlzeichen  | links nach rechts           | TAMIL FRACTION ONE THREE-HUNDRED-AND-TWENTIETH | Tamilisches Bruchzeichen Ein Dreihundertzwanzigstel                                         |
| U+11FC1 (73665) | 𑿁               | anderes Zahlzeichen  | links nach rechts           | TAMIL FRACTION ONE ONE-HUNDRED-AND-SIXTIETH    | Tamilisches Bruchzeichen Ein Einhundertsechzigstel                                          |
| U+11FC2 (73666) | 𑿂               | anderes Zahlzeichen  | links nach rechts           | TAMIL FRACTION ONE EIGHTIETH                   | Tamilisches Bruchzeichen Ein Achtzigstel                                                    |
| U+11FC3 (73667) | 𑿃               | anderes Zahlzeichen  | links nach rechts           | TAMIL FRACTION ONE SIXTY-FOURTH                | Tamilisches Bruchzeichen Ein Vierundsechzigstel                                             |
| U+11FC4 (73668) | 𑿄               | anderes Zahlzeichen  | links nach rechts           | TAMIL FRACTION ONE FORTIETH                    | Tamilisches Bruchzeichen Ein Vierzigstel                                                    |
| U+11FC5 (73669) | 𑿅               | anderes Zahlzeichen  | links nach rechts           | TAMIL FRACTION ONE THIRTY-SECOND               | Tamilisches Bruchzeichen Ein Zweiunddreißigstel                                             |
| U+11FC6 (73670) | 𑿆               | anderes Zahlzeichen  | links nach rechts           | TAMIL FRACTION THREE EIGHTIETHS                | Tamilisches Bruchzeichen Drei Achtzigstel                                                   |
| U+11FC7 (73671) | 𑿇               | anderes Zahlzeichen  | links nach rechts           | TAMIL FRACTION THREE SIXTY-FOURTHS             | Tamilisches Bruchzeichen Drei Vierundsechzigstel                                            |
| U+11FC8 (73672) | 𑿈               | anderes Zahlzeichen  | links nach rechts           | TAMIL FRACTION ONE TWENTIETH                   | Tamilisches Bruchzeichen Ein Zwanzigstel                                                    |
| U+11FC9 (73673) | 𑿉               | anderes Zahlzeichen  | links nach rechts           | TAMIL FRACTION ONE SIXTEENTH-1                 | Tamilisches Bruchzeichen Ein Sechzehntel (1)                                                |
| U+11FCA (73674) | 𑿊               | anderes Zahlzeichen  | links nach rechts           | TAMIL FRACTION ONE SIXTEENTH-2                 | Tamilisches Bruchzeichen Ein Sechzehntel (2)                                                |
| U+11FCB (73675) | 𑿋               | anderes Zahlzeichen  | links nach rechts           | TAMIL FRACTION ONE TENTH                       | Tamilisches Bruchzeichen Ein Zehntel                                                        |
| U+11FCC (73676) | 𑿌               | anderes Zahlzeichen  | links nach rechts           | TAMIL FRACTION ONE EIGHTH                      | Tamilisches Bruchzeichen Ein Achtel                                                         |
| U+11FCD (73677) | 𑿍               | anderes Zahlzeichen  | links nach rechts           | TAMIL FRACTION THREE TWENTIETHS                | Tamilisches Bruchzeichen Drei Zwanzigstel                                                   |
| U+11FCE (73678) | 𑿎               | anderes Zahlzeichen  | links nach rechts           | TAMIL FRACTION THREE SIXTEENTHS                | Tamilisches Bruchzeichen Drei Sechzehntel                                                   |
| U+11FCF (73679) | 𑿏               | anderes Zahlzeichen  | links nach rechts           | TAMIL FRACTION ONE FIFTH                       | Tamilisches Bruchzeichen Ein Fünftel                                                        |
| U+11FD0 (73680) | 𑿐               | anderes Zahlzeichen  | links nach rechts           | TAMIL FRACTION ONE QUARTER                     | Tamilisches Bruchzeichen Ein Viertel                                                        |
| U+11FD1 (73681) | 𑿑               | anderes Zahlzeichen  | links nach rechts           | TAMIL FRACTION ONE HALF-1                      | Tamilisches Bruchzeichen Ein Halbes (1)                                                     |
| U+11FD2 (73682) | 𑿒               | anderes Zahlzeichen  | links nach rechts           | TAMIL FRACTION ONE HALF-2                      | Tamilisches Bruchzeichen Ein Halbes (2)                                                     |
| U+11FD3 (73683) | 𑿓               | anderes Zahlzeichen  | links nach rechts           | TAMIL FRACTION THREE QUARTERS                  | Tamilisches Bruchzeichen Drei Viertel                                                       |
| U+11FD4 (73684) | 𑿔               | anderes Zahlzeichen  | links nach rechts           | TAMIL FRACTION DOWNSCALING FACTOR KIIZH        | Tamilisches Bruchzeichen Verkleinerungsfaktor Kiizh (reduziert Wert eines Bruches um 1⁄320) |
| U+11FD5 (73685) | 𑿕               | anderes Symbol       | anderes neutrales Zeichen   | TAMIL SIGN NEL                                 | Tamilisches Zeichen Nel (ein Reiskorn)                                                      |
| U+11FD6 (73686) | 𑿖               | anderes Symbol       | anderes neutrales Zeichen   | TAMIL SIGN CEVITU                              | Tamilisches Zeichen Cevitu (360 Nel)                                                        |
| U+11FD7 (73687) | 𑿗               | anderes Symbol       | anderes neutrales Zeichen   | TAMIL SIGN AAZHAAKKU                           | Tamilisches Zeichen Aazhaakku (fünf Cevitu)                                                 |
| U+11FD8 (73688) | 𑿘               | anderes Symbol       | anderes neutrales Zeichen   | TAMIL SIGN UZHAKKU                             | Tamilisches Zeichen Uzhakku (zwei Aazhaakku)                                                |
| U+11FD9 (73689) | 𑿙               | anderes Symbol       | anderes neutrales Zeichen   | TAMIL SIGN MUUVUZHAKKU                         | Tamilisches Zeichen Muuvuzhakku (drei Uzhakku)                                              |
| U+11FDA (73690) | 𑿚               | anderes Symbol       | anderes neutrales Zeichen   | TAMIL SIGN KURUNI                              | Tamilisches Zeichen Kuruni (16 Muuvuzhakku)                                                 |
| U+11FDB (73691) | 𑿛               | anderes Symbol       | anderes neutrales Zeichen   | TAMIL SIGN PATHAKKU                            | Tamilisches Zeichen Pathakku (zwei Kuruni)                                                  |
| U+11FDC (73692) | 𑿜               | anderes Symbol       | anderes neutrales Zeichen   | TAMIL SIGN MUKKURUNI                           | Tamilisches Zeichen Mukkuruni (drei Kuruni)                                                 |
| U+11FDD (73693) | 𑿝               | Währungssymbol       | europäisches Schlusszeichen | TAMIL SIGN KAACU                               | Tamilisches Zeichen Kaacu                                                                   |
| U+11FDE (73694) | 𑿞               | Währungssymbol       | europäisches Schlusszeichen | TAMIL SIGN PANAM                               | Tamilisches Zeichen Panam                                                                   |
| U+11FDF (73695) | 𑿟               | Währungssymbol       | europäisches Schlusszeichen | TAMIL SIGN PON                                 | Tamilisches Zeichen Pon                                                                     |
| U+11FE0 (73696) | 𑿠               | Währungssymbol       | europäisches Schlusszeichen | TAMIL SIGN VARAAKAN                            | Tamilisches Zeichen Varaakan                                                                |
| U+11FE1 (73697) | 𑿡               | anderes Symbol       | anderes neutrales Zeichen   | TAMIL SIGN PAARAM                              | Tamilisches Zeichen Paaram (rund 227 kg)                                                    |
| U+11FE2 (73698) | 𑿢               | anderes Symbol       | anderes neutrales Zeichen   | TAMIL SIGN KUZHI                               | Tamilisches Zeichen Kuzhi (rund 11,2 m²)                                                    |
| U+11FE3 (73699) | 𑿣               | anderes Symbol       | anderes neutrales Zeichen   | TAMIL SIGN VELI                                | Tamilisches Zeichen Veli (2000 Kuzhi)                                                       |
| U+11FE4 (73700) | 𑿤               | anderes Symbol       | anderes neutrales Zeichen   | TAMIL WET CULTIVATION SIGN                     | Tamilisches Zeichen „nasse Bewirtschaftung“                                                 |
| U+11FE5 (73701) | 𑿥               | anderes Symbol       | anderes neutrales Zeichen   | TAMIL DRY CULTIVATION SIGN                     | Tamilisches Zeichen „trockene Bewirtschaftung“                                              |
| U+11FE6 (73702) | 𑿦               | anderes Symbol       | anderes neutrales Zeichen   | TAMIL LAND SIGN                                | Tamilisches Zeichen „Land“                                                                  |
| U+11FE7 (73703) | 𑿧               | anderes Symbol       | anderes neutrales Zeichen   | TAMIL SALT PAN SIGN                            | Tamilisches Zeichen „Saline“                                                                |
| U+11FE8 (73704) | 𑿨               | anderes Symbol       | anderes neutrales Zeichen   | TAMIL TRADITIONAL CREDIT SIGN                  | Tamilisches traditionelles Kreditzeichen                                                    |
| U+11FE9 (73705) | 𑿩               | anderes Symbol       | anderes neutrales Zeichen   | TAMIL TRADITIONAL NUMBER SIGN                  | Tamilisches traditionelles Nummernzeichen                                                   |
| U+11FEA (73706) | 𑿪               | anderes Symbol       | anderes neutrales Zeichen   | TAMIL CURRENT SIGN                             | Tamilisches Zeichen „jetzt“                                                                 |
| U+11FEB (73707) | 𑿫               | anderes Symbol       | anderes neutrales Zeichen   | TAMIL AND ODD SIGN                             | Tamilisches Zeichen „Wechselgeld“                                                           |
| U+11FEC (73708) | 𑿬               | anderes Symbol       | anderes neutrales Zeichen   | TAMIL SPENT SIGN                               | Tamilisches Zeichen „ausgegeben“                                                            |
| U+11FED (73709) | 𑿭               | anderes Symbol       | anderes neutrales Zeichen   | TAMIL TOTAL SIGN                               | Tamilisches Zeichen „Summe“                                                                 |
| U+11FEE (73710) | 𑿮               | anderes Symbol       | anderes neutrales Zeichen   | TAMIL IN POSSESSION SIGN                       | Tamilisches Zeichen „in Besitz“                                                             |
| U+11FEF (73711) | 𑿯               | anderes Symbol       | anderes neutrales Zeichen   | TAMIL STARTING FROM SIGN                       | Tamilisches Zeichen „beginnend von“                                                         |
| U+11FF0 (73712) | 𑿰               | anderes Symbol       | anderes neutrales Zeichen   | TAMIL SIGN MUTHALIYA                           | Tamilisches Zeichen Muthaliya (et cetera)                                                   |
| U+11FF1 (73713) | 𑿱               | anderes Symbol       | anderes neutrales Zeichen   | TAMIL SIGN VAKAIYARAA                          | Tamilisches Zeichen Vakaiyaraa (et cetera)                                                  |
| U+11FFF (73727) | 𑿿               | andere Interpunktion | links nach rechts           | TAMIL PUNCTUATION END OF TEXT                  | Tamilische Interpunktion Textende                                                           |